# Seleção de Futebol de Barawa
A Seleção de Futebol de Barawa é a equipe que representa a diáspora somali na Inglaterra. A equipe tem o nome de Barawa, uma cidade portuária na Somália. Foi a anfitriã da Copa do Mundo CONIFA de 2018 terminando em 8º lugar.

## História
A Associação de Futebol de Barawa foi desenvolvida em 2015. Usando o futebol como uma ferramenta, o objetivo é expor a cultura bravanesa em todo o mundo e redesenvolver ativamente o futebol na região sul da Somália. Barawa foi admitida na ConIFA em junho de 2016.
Em junho de 2017, na reunião da ConIFA realizada durante a Copa Europeia ConIFA de 2017, foi anunciado que a Associação de Futebol de Barawa havia sido selecionada para atuar como anfitriã da Copa do Mundo ConIFA de 2018. No entanto, sob os critérios da ConIFA, o "anfitrião" é o membro da ConIFA que lidera o comitê organizador do torneio, o que não significa necessariamente que ele precisa ser jogado no território do anfitrião. Barawa é uma cidade localizada na Somália, mas a Barawa FA representa os membros da diáspora somali na Inglaterra.